# Loko (langue)
Le loko est une langue mandée parlée en Sierra Leone.

## Écriture
| a | b | ch | d | e | ɛ | f | g | gb | h | i | k | kp | l | m | n | ny | ŋ | o | ɔ | p | r | s | t | u | w | y |